# Helena Pavlovna da Rússia
Helena Pavlovna da Rússia (em russo: Великая Княжна Елена Павловна), (24 de dezembro de 1784 – 24 de setembro de 1803) foi uma filha do czar Paulo I da Rússia e da sua segunda esposa, a czarina Maria Feodorovna, nascida duquesa Sofia Doroteia de Württemberg. Depois de se casar com o filho e herdeiro do grão-duque de Meclemburgo-Schwerin, abdicou dos seus títulos russos.

## Biografia

### Primeiros anos

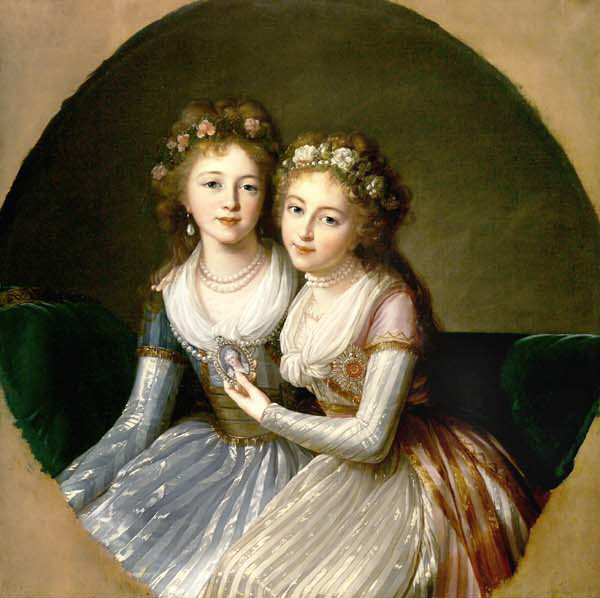
Helena (à direita) em criança, com a sua irmã Alexandra.

A grã-duquesa Helena Pavlovna nasceu em São Petersburgo, capital do Império Russo no dia 24 de dezembro de 1784. A chegada de uma segunda filha foi recebida com alegria pelo seu pai, o czarevich Paulo, que tinha perdido a sua primeira esposa, Guilhermina Luísa de Hesse-Darmstadt durante um parto, oito anos antes. Por causa da sua beleza, a sua avó, Catarina II da Rússia, chamava-a Helena de Troia.
Em criança, Helena recebeu uma educação privada, dentro do palácio e supervisionada pela sua avó Catarina. Tal como muitas outras mulheres da realeza da época, a educação da grã-duquesa centrou-se principalmente em arte, música e literatura. O único objectivo da sua vida era casar-se bem e dar herdeiros ao marido. De todas as suas irmãs, Helena era mais chegada à sua irmã mais velha Alexandra, que teve uma vida muito parecida com a sua.

### Casamento e descendência
Se os homens da realeza ficaram para a História pelas suas decisões políticas e militares, as mulheres tiveram um papel decisivo na continuidade das gerações e na ligação das famílias reais europeias. A mãe de Helena, Maria Feodorovna, foi uma óptima negociadora de casamentos. Apesar de uma das suas filhas ter morrido na infância, o resto conseguiu integrar-se em algumas das mais importantes casas reais europeias.
Em finais da década de 1790, Helena ficou noiva do príncipe herdeiro Frederico Luís de Meclemburgo-Schwerin, filho mais velho de Frederico Francisco I, Grão-Duque de Meclemburgo-Schwerin e da sua esposa, a duquesa Luísa de Saxe-Gota-Altemburgo. Ao mesmo tempo, a sua irmã Alexandra, que era muito parecida com ela em vários aspectos, ficou também noiva do arquiduque José da Hungria.
Era costume que as princesas europeias se casassem no país natal dos seus maridos, mas as grã-duquesas russas conseguiam ser a excepção, uma vez que se casavam na Rússia por esta ser uma tradição da família. No dia 23 de outubro de 1799, Helena e Frederico Luís casaram-se no Palácio de Gatchina.
Helena e Frederico Luís tiveram dois filhos:
- Paulo Frederico, Grão-Duque de Meclemburgo-Schwerin (15 de setembro de 1800 - 7 de março de 1842);
- Maria Luísa de Meclemburgo-Schwerin (31 de março de 1803 - 26 de outubro de 1862); casou-se com Jorge, Duque de Saxe-Altemburgo.

### Vida em Schwerin e morte

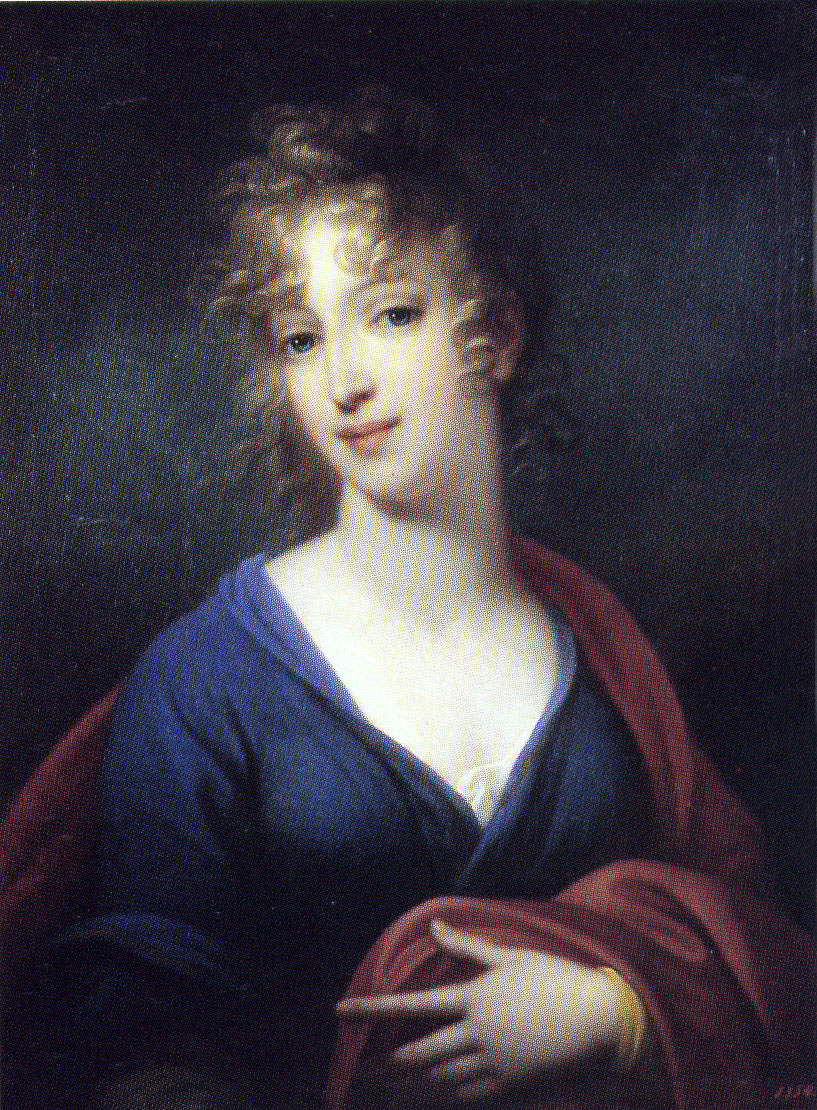
Helena como duquesa de Meclemburgo-Schwerin

A grã-duquesa Helena mudou-se para Schwerin com o seu marido. Lá foi introduzida numa corte completamente nova, muito diferente da opulente e esplendorosa corte de São Petersburgo. Estava bastante feliz com a sua vida de casada e pouco depois do casamento ficou grávida. Em Setembro de 1800 deu à luz um filho, Paulo Frederico, que seria grão-duque de Meclemburgo-Shwerin de 1837 a 1842. Recebeu o nome em honra dos seus avós, o czar Paulo I da Rússia e o grão-duque Frederico Francisco I de Meclemburgo-Schwerin.
O ano de 1801 foi particularmente difícil para Helena e para a sua família, uma vez que a sua irmã mais chegada, a grã-duquesa Alexandra, morreu após dar à luz uma bebé que viveu apenas por algumas horas. Cinco dias depois, o pai de Helena, o czar, foi assassinado após um golpe levado a cabo provavelmente pelo seu próprio filho e herdeiro, Alexandre I da Rússia. No ano seguinte, Helena ficou grávida novamente e, em Março de 1803, deu à luz uma filha a quem chamou Maria em honra da mãe, a imperatriz-viúva Maria Feodorovna.
Em Setembro de 1803, Helena Pavlovna ficou gravemente doente e morreu subitamente no dia 24 de Setembro. Foi enterrada com grande tristeza no mausoléu Helena Pavlovna em Ledwigslust, que recebeu o nome em sua honra. Vários membros da dinastia Meclemburgo-Schwerin, incluindo a segunda esposa do marido, estão lá enterrados.

### Descendência
Apesar da sua morte precoce, o papel de Helena Pavlovna na história das relações familiares entre famílias europeias não pode ser ignorado. A sua bisneta, a princesa Isabel de Saxe-Altemburgo, casou-se com o grão-duque Constantino Constantinovich da Rússia em 1884. Outra bisneta, a duquesa Maria de Meclemburgo-Schwerin (mais conhecida por Maria Pavlovna da Rússia ou Miechen) casou-se com o grão-duque Vladimir Alexandrovich da Rússia. O irmão de Maria, Fernando Frederico, casou-se com a grã-duquesa Anastásia Mikhailovna, filha do grão-duque Miguel Nikolaevich. A sua filha, a duquesa Cecília de Meclemburgo-Schwerin foi princesa-herdeira da Alemanha pelo seu casamento com o filho mais velho do kaiser Guilherme II e a sua irmã mais nova, Alexandrina de Meclemburgo-Schwerin, tornou-se rainha-consorte do rei Cristiano X da Dinamarca.
O viúvo de Helena, Frederico Luís, voltou a casar-se em 1810 e ficou novamente viúvo em 1816. Em 1818 casou-se com Augusta de Hesse-Homburgo, mas morreu no ano seguinte. Nunca chegou a grão-duque uma vez que o seu pai viveu mais tempo que ele e foi sucedido directamente pelo filho de Helena Pavlovna, Paulo Frederico, em 1837.

## Genealogia
| Helena Pavlovna da Rússia | Pai: Paulo I da Rússia                                | Avô paterno: Pedro III da Rússia                        | Bisavô paterno: Carlos Frederico de Holstein-Gottorp         |
| Helena Pavlovna da Rússia | Pai: Paulo I da Rússia                                | Avô paterno: Pedro III da Rússia                        | Bisavó paterna: Ana Petrovna da Rússia                       |
| Helena Pavlovna da Rússia | Pai: Paulo I da Rússia                                | Avó paterna: Catarina II da Rússia                      | Bisavô paterno: Cristiano Augusto, Príncipe de Anhalt-Zerbst |
| Helena Pavlovna da Rússia | Pai: Paulo I da Rússia                                | Avó paterna: Catarina II da Rússia                      | Bisavó paterna: Joana Isabel de Holstein-Gottorp             |
| Helena Pavlovna da Rússia | Mãe: Maria Feodorovna (Sofia Doroteia de Württemberg) | Avô materno: Frederico II Eugénio, Duque de Württemberg | Bisavô materno: Carlos Alexandre de Württemberg              |
| Helena Pavlovna da Rússia | Mãe: Maria Feodorovna (Sofia Doroteia de Württemberg) | Avô materno: Frederico II Eugénio, Duque de Württemberg | Bisavó materna: Maria Augusta de Thurn e Taxis               |
| Helena Pavlovna da Rússia | Mãe: Maria Feodorovna (Sofia Doroteia de Württemberg) | Avó materna: Frederica de Brandemburgo-Schwedt          | Bisavô materno: Frederico Guilherme de Brandemburgo-Schwedt  |
| Helena Pavlovna da Rússia | Mãe: Maria Feodorovna (Sofia Doroteia de Württemberg) | Avó materna: Frederica de Brandemburgo-Schwedt          | Bisavó materna: Sofia Doroteia da Prússia                    |